# شعار رواندا
تم إعادة صياغة الشعار الوطني لرواندا عام 2001 ليطابق شكل الألوان للعلم الوطني الجديد. وكتب به «جمهورية رواندا - وحدة، عمل ، وطنية» بكينيارواندا. ترتفع الآلات القبلية المتوسطة بالعجلة والترس واحيطت بعقدة مربعة.
كانت ألوان الشعار السابق في فترة الستينيات من القرن الماضي هي أخضر والأصفر والأحمر وترمز إلى السلام؛ وأمل الأمة للتقدم في المستقبل؛ والشعب. وقد تم تغيير العلم بسبب ارتباطه بالإبادة الجماعية في رواندا.

## معرض صور

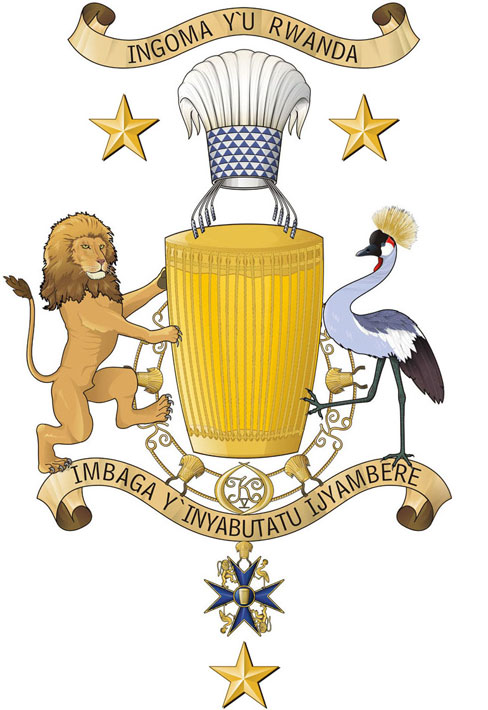